# Гальгани, Джемма
Мария Джемма Умберта Пиа Гальгани (итал. Maria Gemma Umberta Pia Galgani; 12 марта 1878[…], Капаннори, Королевство Италия — 11 апреля 1903[…], Лукка, Королевство Италия) — святая Римско-католической церкви, мистик. В католической церкви известна как Джемма Гальгани. Почитание блаженной Джеммы Гальгани широко распространено в Италии и Латинской Америке. Является покровительницей студентов и фармацевтов.

## Биография
Родилась в многодетной семье итальянского фармацевта Энрико Гальгани в итальянском городе Капаннори 12 марта 1878 года. Была пятым ребёнком. Вскоре после её рождения, чтобы дать детям хорошее образование, семья переезжает в итальянскую провинцию Тоскану, город Лукка.
В 1886 году умерли родители Джеммы, и она взяла на себя воспитание своих братьев и сестёр. Она мечтала поступить в женский монастырь, но не могла этого сделать из-за своего слабого здоровья.
В 1899 год, когда ей было 20 лет, у Джеммы появились стигматы. Она заявила, что стала получать частные откровения от Девы Марии, ангела-хранителя и других святых. По требованию своего духовного отца Джемма молилась о прекращении этих видений и стигматы исчезли.
Живя в бедности, Джемма стала широко известна своей святой жизнью в городе Лукке, но она не находила поддержки своей духовной жизни, встречая пренебрежение и отрицательное отношение к её видениям среди родных и церковной иерархии. В начале 1903 года Джемма заболела туберкулёзом. Во время своей недолгой, но смертельной болезни, она получила различные экстраординарные мистические явления. В начале Страстной недели её здоровье резко ухудшилось и она умерла во время Страстной Пятницы 11 апреля 1903 года.
После смерти Джеммы её духовный отец, хранивший в тайне все её мистические переживания, написал подробную биографию, опубликовав личный дневник и письма Джеммы. Церковная власть после опубликования сочинений Джеммы признала подлинность её мистической жизни.

## Канонизация
Джемма Гальгани была канонизирована 2 мая 1940 года римским папой Пием XII.
Её мощи хранятся в монастыре пассионистов в городе Лукка, Италия.

## Источник
- Католические святые — Гатчина, изд. СЦДБ, стр. 156—179.